# Eparchia di Mičurinsk
L'eparchia di Mičurinsk (in russo Мичуринская епархия?) è una diocesi della Chiesa ortodossa russa, appartenente alla metropolia di Tambov.

## Territorio
L'eparchia comprende le città di Mičurinsk e Moršansk, e i rajon Mičurinskij, Moršanskij, Nikiforovskij, Pervomajskij, Petrovskij, Sosnovskij, e Starojur'evskij nell'oblast' di Tambov.
Sede eparchiale è la città di Mičurinsk, dove si trova la cattedrale dell'icona Bogolubskaya della Madre di Dio.
L'eparca ha il titolo ufficiale di «eparca di Mičurinsk e Moršansk».

## Storia
L'eparchia è stata eretta dal Santo Sinodo della Chiesa ortodossa russa il 26 dicembre 2012, ricavandone il territorio dall'eparchia di Tambov, e contestualmente è entrata a far parte della metropolia di Tambov.